# 베코엘
베코엘(1997년 12월 23일 ~ )은 대한민국의 래퍼다. 2020년 더블싱글 《umm uh》로 데뷔했다.

## 방송
- 쇼미더머니 11 (2022) - Top53

## 음반
- umm uh (2020)
- Garçons Eyes (2020)
- Woo-wa (2020)
- Purple Drink (2021)
- 5 STARS (2022)